# Платонов, Анатолий Викторович
Анато́лий Ви́кторович Плато́нов (24 августа 1968 года, Ленинград, СССР) — советский и российский рок-музыкант, один из основателей группы «Scrap» (в последующем «Ноль»), а также лидер и автор песен группы «Самые неприятные кавалеры». Имеет прозвище Люля.

## Биография
В возрасте 7 лет поступил в музыкальную школу №5, учился по классу фортепиано. В 1983 году после окончания восьмого класса школы №198 продолжил обучение в школе № 532, где познакомился и сдружился с одноклассниками Фёдором Чистяковым и Алексеем Николаевым (Николсом). На фоне увлечения рок-музыкой втроем они создали группу «Scrap» (пер. с англ. — «мусор, металлолом») и записали первый магнитоальбом под названием «Scrap». Большинство песен исполнил Алексей Николаев, Анатолий играл на бас-гитаре.
В 1985 году участники группы познакомились с Андреем Тропилло, который руководил кружком звукозаписи  в доме Юного Техника на Панфиловой улице. В этот период ребята приступили к записи учебного альбома, а Анатолия Платонова заменил бас-гитарист Дмитрий «Монстр» Гусаков. В 1986 году группа получила название «Ноль», Анатолий в дальнейшем принимал участие в жизни коллектива в качестве соавтора песен.
В 1989 году Анатолий Платонов записал свой первый сольный альбом «Новое время».
В 1994 году вместе с Алексеем Николаевым, Дмитрием Гусаковым, Георгием Стариковым и другими музыкантами записал альбом «Ноль без палочки. Бредя».
В 2000 году вместе с барабанщиком Анатолием Журавлевым создал группу «Самые неприятные кавалеры», тогда же к музыкантам присоединяются участники группы «Корпус 2» Валерий Кобушко и Владимир Фролов. Группа активно концертирует в Санкт-Петербурге и Москве, записывает первый студийный альбом «Правда, мы будем всегда?».
Состав группы нестабилен, в разное время в концертах и записях группы принимают участие:
- Марк Бомштейн («Джунгли»);
- Евгений Губерман («Воскресение»);
- Алексей Николаев («Ноль»);
- Дмитрий («Дуче») Бациев;
- Алекс («Поль») Поляков;
- Константин Наймарк («Тамбурин») и другие музыканты.

Постоянным участником группы становится Даниил Платонов – скрипач и пианист.
В середине 2000-х Анатолий Платонов вместе с Александром Храбуновым, Дмитрием Бациевым и Александром Донских фон Романов дает несколько концертов в составе реинкарнированной Валерием Кириловым группы «Зоопарк».
Далее концертный состав группы – это Анатолий Платонов и Даниил Платонов, иногда к ним присоединяются Марк Бомштейн, Татьяна Вороненко («Выход»), Константин Наймарк и другие музыканты.
Зимой 2020-2021 годов Платонов под вывеской «СНК» приступил к работе над очередным альбомом. Он привлек к записи, помимо Даниила Платонова и Татьяны Вороненко, бывших коллег по группе «Ноль» Алексея Николаева и Дмитрия Гусакова, а также Андрея Фомина и Илью Карташова («Фома Егорыч бэнд»), Олега Сакмарова («Выход», «Аквариум», «Жарко»), Николая Фомина («Время любить», «Brain Drain»), Юлия Терещенкова («Оркестр Зачем», «Эмер») и других. Однако, из-за занятости музыкантов в собственных проектах и отсутствия у самого Платонова четкой концепции будущего альбома запись затянулась, а после отъезда за границу Даниила Платонова и вовсе остановилась.
Платонов в декабре 2023 года в компании с певцом и мультиинструменталистом Сергеем Ивановым-Жемчужниковым («Сплин», «Подземный блюзовый оркестр») на домашней студии последнего записывает русскоязычный вариант песни Тома Уэйтса «Clap hands». Эта запись настолько вдохновила обоих музыкантов, что на протяжении двух месяцев они записали ещё 11 композиций, в которых смешали музыку Ф.Лэя, И.С.Баха, В.Соловьева-Седого, Ш.Азнавура, а также других авторов разных эпох с русскими народными, шотландскими и грузинскими мелодиями, приправив все это едкими абсурдистскими текстами. Сложившийся таким образом дуэт музыканты назвала «ИП», а сам альбом – «Мы обязательно заплатим всем, кого обобрали, как только разбогатеем».
В 2015 году в серии «Легенды нашего рока» издательства «Амфора» вышла книга Анатолия Платонова «Ноль». Иллюстрированная история группы».
Кроме того, в 2014 году в издательстве «Амфора» вышла книга Анатолия Платонова «Модный малыш. Воспитание чувства стиля». Издание входит в серию «Мир ребенка».

## Дискография

### Студийные альбомы
- 1985 — Scrap;
- 1989 — Новое время;
- 1998 — Безоблачное небо и непорочное зачатие;
- 1999 — С тех пор, как я не люблю;
- 2000 — Кто здесь?;
- 2000 — Ноль без палочки. Бредя;
- 2001 — Правда, мы будем всегда?;
- 2005 — Зоопарк последнего века;
- 2007 — Необратимость;
- 2007 — Необратимость live;
- 2009 — Боль пройдет, мой друг Альфред;
- 2010 — Белка и свисток;
- 2014 — Чтобы стоять, я должен держаться;
- 2016 — Я вернусь плюнуть на ваши могилы;
- 2020 — Бутылка водки на Рождество;
- 2023 — Мы обязательно заплатим всем, кого обобрали, как только разбогатеем.

### Концертные альбомы
- 2021 — Уникальные черновики. Том 9. Квартирник у Перца 24.04.2021. Самые Неприятные Кавалеры